# Kanton Muisne
Der Kanton Muisne befindet sich in der Provinz Esmeraldas im Nordwesten von Ecuador. Er besitzt eine Fläche von 1243 km². Im Jahr 2022 lag die Einwohnerzahl bei rund 36.400. Verwaltungssitz des Kantons ist die auf der Insel Muisne gelegene Kleinstadt Muisne mit 5925 Einwohnern (Stand 2010). Der Kanton Muisne wurde am 3. Oktober 1956 eingerichtet.

## Lage
Der Kanton Muisne liegt an der Pazifikküste im Westen der Provinz Esmeraldas. Der Kanton reicht etwa 30 km nach Osten ins Landesinnere. Das Areal wird nach Westen zum Meer hin entwässert. Die E15 (Esmeraldas–Manta) durchquert den Kanton.
Der Kanton Muisne grenzt im Nordosten an den Kanton Atacames, im zentralen Osten an den Kanton Esmeraldas, im Südosten an den Kanton Quinindé sowie im Süden an die Provinz Manabí.

## Verwaltungsgliederung
Der Kanton Muisne ist in die Parroquia urbana („städtisches Kirchspiel“)
- Muisne

und in die Parroquias rurales („ländliches Kirchspiel“)
- Bolívar
- Cabo San Francisco
- Daule
- Galera
- Quingue
- Sálima
- San Gregorio
- San José de Chamanga

gegliedert.

## Geschichte
Entwicklung der Einwohnerzahl im Kanton Muisne bei landesweiten Volkszählungen zum jeweiligen Gebietsstand:
| Jahr                    | Einwohner | +/-    |
| ----------------------- | --------- | ------ |
| 1962                    | 15.328    | –      |
| 1974                    | 15.660    | 2,2 %  |
| 1982                    | 16.746    | 6,9 %  |
| 1990                    | 22.537    | 34,6 % |
| 2001                    | 25.080    | 11,3 % |
| 2010                    | 28.474    | 13,5 % |
| 2022                    | 36.426    | 27,9 % |
| Datenherkunft: Wikidata |           |        |

## Ökologie
Vor der Küste befindet sich die Reserva Marina Galera San Francisco. Im Südosten des Kantons liegt die Reserva Ecológica Mache Chindul.